# Kościół św. Anny w Grodzisku Wielkopolskim
Kościół św. Anny – kościół pod wezwaniem św. Anny, który znajdował się w Grodzisku Wielkopolskim. Rozebrany po pożarze w 1809 roku.

## Historia
Dokładna data budowy kościoła jest nieznana. Pierwsza wzmianka o kościele pochodzi z 1501 roku. Stał na terenie dawnego północnego przedmieścia św. Anny (dzisiejszy pl. św. Anny), zajmując wraz z okalającym go cmentarzem, centralne miejsce. Następny dokument z 17 kwietnia 1616 roku w pkt. 5 wspomina o „nieczystościach około kościoła Swenty Anny”. Nieco więcej dowiadujemy się z opisu bpa. Branickiego z 1641 roku. Wiemy, że kościół miał trzy ołtarze murowane, a fundusz erekcyjny na utrzymanie kaznodziei niemieckiego wynosił 2000 złp. W 1661 roku kościół został krótkotrwale zajęty przez zakon OO. Bernardynów. W 1725 roku odbywały się w nim msze dla Niemców-katolików w niedzielę i święta. Kościół został odnowiony w 1757 przez Karola Bnin Opalińskiego, starostę śremskiego. Szesnaście lat później 14 maja 1773 roku, wybuchł pożar w domu należącym do szewca Szymona Hanuszkiewicza zamieszkałego przy pl. św. Anny. Spaliło się wówczas kilka domów, a od powstałego ognia ucierpiał i kościół. Odnowił go, uposażył w organy i postawił w nim chór, administrator, a następnie sukcesor dóbr grodziskich, generał major Kazimierz Radoński. Po pożarze, który strawił miasto w 1809 roku, zniszczony ponownie kościół rozebrano, natomiast teren wykupiło miasto i urządzono tam park. Od 2003 r. w jego centralnym miejscu znajduje się Pomnik Najświętszego Serca Pana Jezusa w Grodzisku Wielkopolskim.

## Literatura
- "Ulice i patroni Grodziska Wlkp", Piotr Berger s. 28 "Plac Św. Anny", Grodzisk Wielkopolski 1997
- "Grodzisk Wielkopolski" WBK Paweł Anders s.18.
- "Archidiecezja Poznańska w granicach historycznych i jej ustrój", ks. prof. dr. Józef Nowacki